# ロヘリオ・アルメンテロス
- ロヘリオ・アーメンテイローズ

ロヘリオ・アルメンテロス・ペーニャ（Rogelio Armenteros Peña, 1994年6月30日 - ）は、キューバのハバナ出身のプロ野球選手（投手）。右投右打。現在は、フリーエージェント（FA）。

## 経歴

### キューバ時代
キューバ国内リーグのレオネス・デ・インドゥストリアレスで2011-2012シーズンにデビューし、5試合に登板した。

### プロ入りとアストロズ時代
2014年9月15日にインターナショナル・フリーエージェントでヒューストン・アストロズとマイナー契約を結んでプロ入り。
2015年6月19日にアストロズ傘下のA-級トリシティ・バレーキャッツに配属された。。8月25日にA級クアッドシティーズ・リバーバンディッツに昇格。このシーズンは2チーム合計で15登板・61.0回を投げて、3勝2敗、防御率3.69、61奪三振を記録した。
2016年はシーズン開幕前の3月に開催された2017 ワールド・ベースボール・クラシック予選のスペイン代表に選出された。同大会ではスペイン代表はフランス代表に敗れて、2大会連続となる本戦進出は逃した。シーズンではA級クアッドシティーズで開幕を迎えた。4月25日にA+級ランカスター・ジェットホークスに昇格した。8月21日にAA級コーパスクリスティ・フックスに昇格した。このシーズンは3チーム合計で24登板・127.1回を投げて8勝6敗、防御率3.53、140奪三振を記録した。シーズンオフにはアリゾナ・フォールリーグのグレンデール・デザートドッグスに所属し、8試合にリリーフ登板した。
2017年はAA級コーパスクリスティで開幕を迎えた。7月2日にAAA級フレズノ・グリズリーズに昇格した 。このシーズンは2チーム合計で24登板・123.2回を投げて10勝4敗、防御率2.04、146奪三振を記録した。
2018年はAAA級フレズノで開幕を迎えた。シーズン成績は22登板・118.0回を投げて8勝1敗、防御率3.74、134奪三振を記録した。オフはドミニカ共和国のウィンターリーグであるリーガ・デ・ベイスボル・プロフェシオナル・デ・ラ・レプブリカ・ドミニカーナのヒガンテス・デル・シバオに所属、5試合に先発した。また、オフの11月20日にメジャー契約を結んで40人枠に追加された。
2019年はAAA級ラウンドロック・エクスプレスで開幕を迎えた。6月14日にメジャー初昇格し、同日行われたトロント・ブルージェイズ戦で救援登板してメジャーデビュー。この試合では3.0回を投げて無失点で、メジャー初セーブを挙げた。6月24日にAAA級ラウンドロックへ降格の後、7月16日にメジャー再昇格した。7月21日に行われたテキサス・レンジャーズ戦でメジャー初先発し、この試合では5.0回を投げて1失点で、メジャー初勝利を挙げた。この年メジャーでは5試合（先発2試合）に登板して1勝1敗1セーブ、防御率4.00、18奪三振を記録した。
2020年はメジャーでの登板は無く、また新型コロナウイルスの感染拡大の影響でマイナーリーグが開催されなかったため、公式戦で登板することはなかった。

### ナショナルズ傘下時代
2020年11月20日にウェイバー公示を経てアリゾナ・ダイヤモンドバックスへ移籍したが、12月7日に再びウェイバー公示を経てワシントン・ナショナルズへ移籍した。
2021年は開幕からマイナー暮らしが続き、6月15日にDFAとなった。6月18日にマイナー契約となり、傘下AAA級ロチェスター・レッドウイングスに配属された。ロチェスターでは0勝5敗、防御率6.08に終わり、8月31日に自由契約となった。

### メキシカンリーグ時代
2022年1月17日にメキシカンリーグのメキシコシティ・レッドデビルズと契約した。5月10日にオアハカ・ウォーリアーズにトレード移籍したが、5月22日に自由契約となった。

## 投球スタイル
平均91mphのフォーシーム、平均82mphのチェンジアップ、平均79mphのカーブを使用する。

## 詳細情報

### 年度別投手成績
| 年 度    | 球 団    | 登 板 | 先 発 | 完 投 | 完 封 | 無 四 球 | 勝 利 | 敗 戦 | セ 丨 ブ | ホ 丨 ル ド | 勝 率 | 打 者 | 投 球 回 | 被 安 打 | 被 本 塁 打 | 与 四 球 | 敬 遠 | 与 死 球 | 奪 三 振 | 暴 投 | ボ 丨 ク | 失 点 | 自 責 点 | 防 御 率 | W H I P |
| -------- | -------- | ----- | ----- | ----- | ----- | -------- | ----- | ----- | -------- | ----------- | ----- | ----- | -------- | -------- | ----------- | -------- | ----- | -------- | -------- | ----- | -------- | ----- | -------- | -------- | ------- |
| 2019     | HOU      | 5     | 2     | 0     | 0     | 0        | 1     | 1     | 1        | 0           | .500  | 75    | 18.0     | 17       | 1           | 5        | 0     | 0        | 18       | 0     | 0        | 9     | 8        | 4.00     | 1.22    |
| MLB：1年 | MLB：1年 | 5     | 2     | 0     | 0     | 0        | 1     | 1     | 1        | 0           | .500  | 75    | 18.0     | 17       | 1           | 5        | 0     | 0        | 18       | 0     | 0        | 9     | 8        | 4.00     | 1.22    |

- 2021年度シーズン終了時

### 年度別守備成績
| 年 度 | 球 団 | 投手（P） | 投手（P） | 投手（P） | 投手（P） | 投手（P） | 投手（P） |
| 年 度 | 球 団 | 試 合     | 刺 殺     | 補 殺     | 失 策     | 併 殺     | 守 備 率  |
| ----- | ----- | --------- | --------- | --------- | --------- | --------- | --------- |
| 2019  | HOU   | 5         | 1         | 1         | 0         | 0         | 1.000     |
| MLB   | MLB   | 5         | 1         | 1         | 0         | 0         | 1.000     |

- 2020年度シーズン終了時

### 背番号
- 61（2019年）

### 代表歴
- 2017 ワールド・ベースボール・クラシックス予選 スペイン代表